# Hochschlegel
Der Hochschlegel ist ein 1688 m ü. NHN hoher Berg im Lattengebirge und damit Teil der Berchtesgadener Alpen im Landkreis Berchtesgadener Land, Bayern (Deutschland). Er gehört zu den höchsten Gipfeln des Lattenbergmassivs. Am Fuße des Hochschlegels liegt die Schlegelmuldenalm. Früher ging vom Hochschlegel eine Skiabfahrt zur Schlegelalm, es gibt noch einen Sessellift, dieser ist jedoch nicht mehr in Betrieb.
Der Hochschlegel ist über verschiedene Routen erreichbar: über den Alpgartensteig von Bayerisch Gmain aus, über den Karkopf, von Hallthurm über den Rotofensteig, am leichtesten vom Predigtstuhl aus.